# Manuel José Chaves
Manuel José Chaves Sánchez (Bogotá, 23 de diciembre de 1981) es un actor de teatro, cine y televisión colombiano.

## Filmografía

### Televisión
- Bolivar (2019) — Julio Herrera
- La Primípara (2019) — Cristian
- Sitiados (2018) — Sandoval
- La ley del corazón (2016-2017)
- La niña (2016) — Dr. Cristian Noguera
- Juan Gabriel (2016) — (especial)
- Esmeraldas (2015) — Alcides Pinzón (Joven)
- En otra piel (2014) — Señor
- Crónicas de un sueño (2013-2014) — Andrei Guerrero
- La bruja (2011) — Felipe Mejía
- Ojo por ojo (2010-2011) — Hugo Monsalve
- El Capo (2009) — Juan Pablo León Marín
- Regreso a la guaca (2009) — Porras
- Kdabra (2009) — Pablo
- Sin retorno (2008) — Junior
- Tiempo final (2008) — Héctor Herrera
- Victoria (2007-2008) — Andrés Castro
- Pura sangre (2007-2008) — Simón Lagos
- La saga, negocio de familia (2004-2005) — Ernesto Manrique
- El auténtico Rodrigo Leal (2003-2004) — Rodolfo Miguel Villamil
- El inútil (2001) — Martín Martínez
- Francisco el matemático (1999) — Elkin Ospina
- Perro amor (1998-1999) — Alejandro Santana
- De pies a cabeza (1993-1997) — Pablo Rey

## Cine
- Afuera del tiempo[1] (2017) — Ricardo
- Loving Pablo (2017)
- La luciérnaga (2014)
- Dios los junta y ellos se separan (2006) — Ramiro Mesa
- Al final del espectro (2006)
- Soñar no cuesta nada (2006) — Porras
- 15 días contigo (2005)
- Como el gato y el ratón (2002)
- La toma de la embajada (2000)
- Edipo alcalde (1996)

## Premios y nominaciones

### Premios Macondo
| año  | Categoría              | Película      | Resultado |
| ---- | ---------------------- | ------------- | --------- |
| 2017 | Mejor Actor de Reparto | La Luciernaga | Nominado  |

### Premios India Catalina
| Año  | Categoría                                               | Telenovela o Serie          | Resultado |
| ---- | ------------------------------------------------------- | --------------------------- | --------- |
| 2005 | Mejor actor antagónico de telenovela, serie o miniserie | La saga, negocio de familia | Nominado  |
| 1995 | Mejor actriz o actor revelación del año                 | De pies a cabeza            | Ganador   |

### Premios TVyNovelas
| Año  | Categoría                            | Telenovela o Serie          | Resultado |
| ---- | ------------------------------------ | --------------------------- | --------- |
| 2005 | Mejor actor antagónico de telenovela | La saga, negocio de familia | Nominado  |
| 1995 | Mejor Actor Infantil                 | De pies a cabeza            | Ganador   |

### Otros premios obtenidos
- Premios Shock a mejor Actor Joven por Perro amor
- Premio XLI Festival Internacional de la Cultura de Boyacá 2013 por Trayectoria en Actuación